# (73075) 2002 GL4
(73075) 2002 GL4 – planetoida z pasa głównego asteroid okrążająca Słońce w ciągu 2,7 lat w średniej odległości 1,94 j.a. Odkryta 9 kwietnia 2002 roku.